# 胡應辰
胡應辰（1546年—1617年），原名胡宸，字汝拱，號對微，湖廣武昌府興國州大冶縣人，軍籍，明朝政治人物。

## 生平
年十三，父希瑗卒于潼川任上，哀毁骨立，守吏扶櫬由侧門出，叱令出中門。家甚貧，一老僕販柴糊家。中隆庆元年（1567年）丁卯科湖廣鄉試第四十名，萬曆十一年（1583年）癸未科會試第九十七名，登二甲第三十一名進士。通政司觀政，次年授户部主事，十三年榷九江關税，十四年差满回部，十六年升员外郎，本年升郎中，甘肃管粮，轉饷蘭州。一日戍兵盡出，虜寇忽至城下，應臣令老弱登城，多張旗帜，雜沓往来，敵疑有伏，遂引去。三日後，督臣郜光先援兵到，奏聞，賜白金、文綺，萬曆二十年（1592年）旋升四川按察副使，備兵川東。播州楊應龍叛，上平蠻七略，監軍討賊，擒其前锋李旭，值議撫撤兵，二十八年革任闲住，遂罷歸。卒年七十二。

## 家族
曾祖胡玉堂；祖父胡遠，號東泉，曾任儒官。墓志铭中说他“生而早慧，未弱冠补弟子员”，“年十四而孤，侍母李孺人，督课公严，借农为喻”，“公奉母教，日夜淬励，每试辄弁邑诸生，学使薛公、蔡公、郡守郭公、仲公多器之”。无奈“竟久试不售，后领嘉靖辛卯岁荐而母李已谢世矣”。生子二。“日手一编教诸子，谆谆以立身行已为本”。父胡希瑗（1513年-1558年），字子翼，号橋南。明嘉靖丁酉年（1537年）举人，歷任四川巴州、潼川州知州。母周氏（1516年-1555年）。永感下。兄賓、廪、定。弟寀。叔父胡希寅，号云野，嘉靖丙午年（1546年）举人。曾任广东开建县知县，后调任常州府通判。從弟胡基，胡希寅长子，万历二十二年（1594年）举人，任都昌县知县。舅父周大烈，曾官四川按察司副使。
胡应辰长子胡允同（胡同祖），字敬嗣，廩生，才智出众，诗文突出，著有《延清园拜石亭诗草》。不幸早逝（46岁）。有子三，胡绳祖、胡念祖、胡率祖。胡绳祖，字畏思，崇祯十五年（1636年）举人，曾任潜山县知县。著有《读史论略》、《〈史记〉评略》、《晚箴录》、《归农杂撰》。胡念祖，字鹤心，清顺治丙戌年（1646年）举人。著有《诗瓢》、《慈卫阁稿》、《及晨草集》。